# Inhulez (Fluss)
Die Inhulez (ukrainisch Інгулець , etwa „Kleiner Inhul“; russisch Ингулец ‚Ingulez‘) ist ein 549 km langer rechter Nebenfluss des Dnepr. Das Einzugsgebiet beträgt 13.700 km², nach anderen Quellen 14.870 km². Der Fluss entspringt im Osten des Dneprhochlands in der Nähe des Ortes Jelysawethradka in der ukrainischen Oblast Kirowohrad.

## Flusslauf
Das Quellgebiet der Inhulez liegt nur etwa 30 km vom Dnepr entfernt, zu dem sie im Oberlauf parallel fließt. Dann wendet sich die Inhulez nach Süden, wobei sie die Oblaste Dnipropetrowsk, Cherson und Mykolajiw durchfließt, bevor sie ca. 20 km nordöstlich der Stadt Cherson bei Sadowe im Rajon Biloserka in den Dnepr mündet. Die Inhulez ist auf einer Länge von 109 km schiffbar.
In seinem Oberlauf ist der Fluss zu mehreren Stauseen angestaut: Zwischen Petrowe und dem Dorf Iskriwka liegt der 11,2 km² große Iskriwka-Stausee und oberhalb der Stadt Krywyj Rih ist der Fluss zum über 26 km² großen Karatschuniwka-Stausee angestaut.
Unterhalb der Stadt hat der Fluss breite Überflutungsflächen ausgebildet, welche von zahlreichen stark mäandrierenden Flussarmen durchflutet werden, wobei viele Inseln entstanden sind. Sie haben eine reiche Vegetation, welche allerdings durch die Verschmutzung des Flusses, resultierend durch den Bergbau im Mittellauf, beeinträchtigt wird. An der Mündung des Flusses bei Sadowe beträgt der durchschnittliche Abfluss 9,5 m³ pro Sekunde.
Wichtige Nebenflüsse sind die Saksahan und die Wyssun. Größere Ortschaften an der Inhulez sind Oleksandrija, Krywyj Rih, Inhulez und Snihuriwka.

## Krieg in der Ukraine
Am 23. Juli 2022 wurde während des russischen Überfalls auf die Ukraine die Darjiwka-Brücke über die Inhulez nahe der Stadt Cherson von ukrainischem Artilleriebeschuss getroffen.

## Bilder

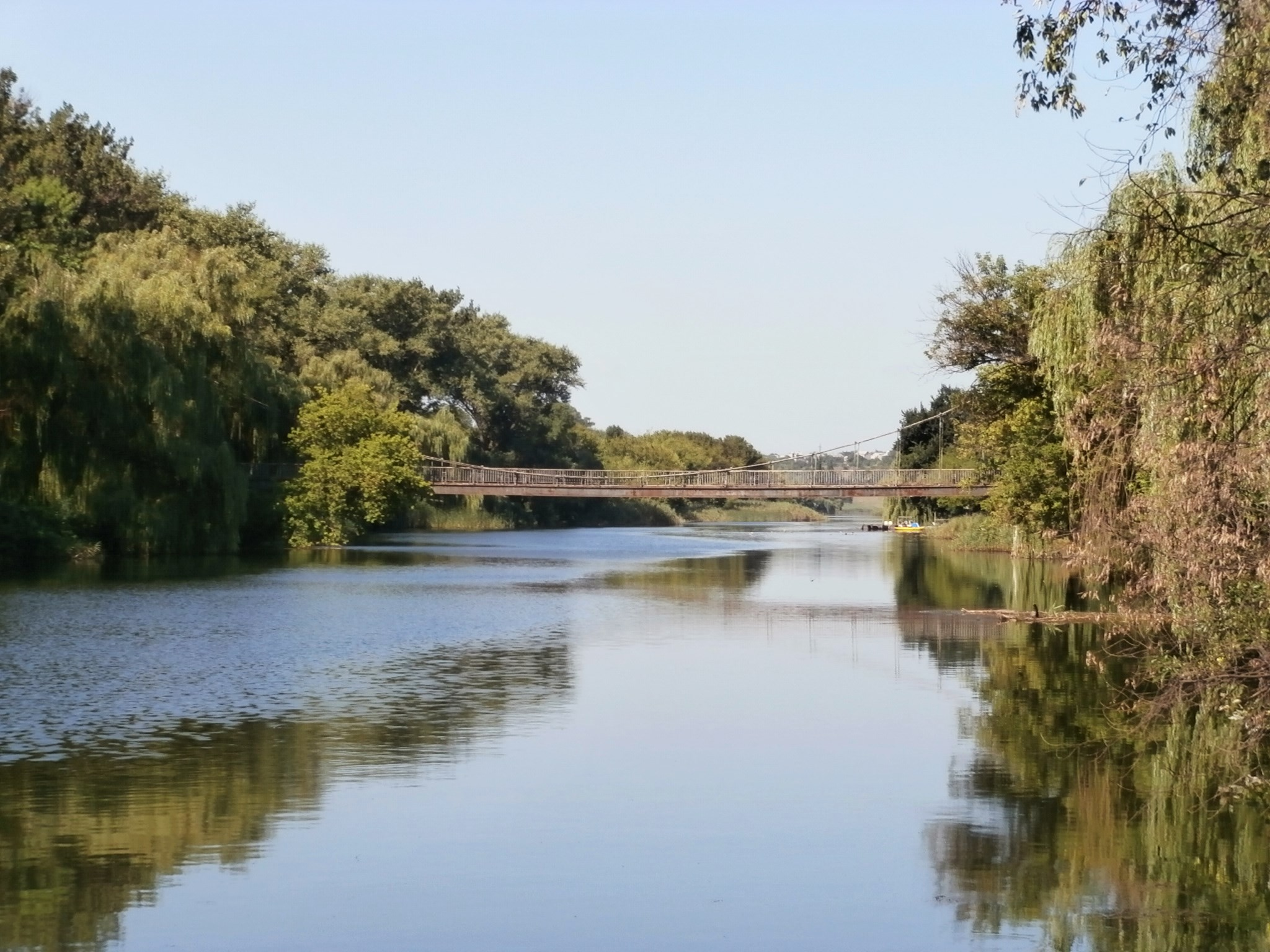
Die Inhulez bei Krywyj Rih
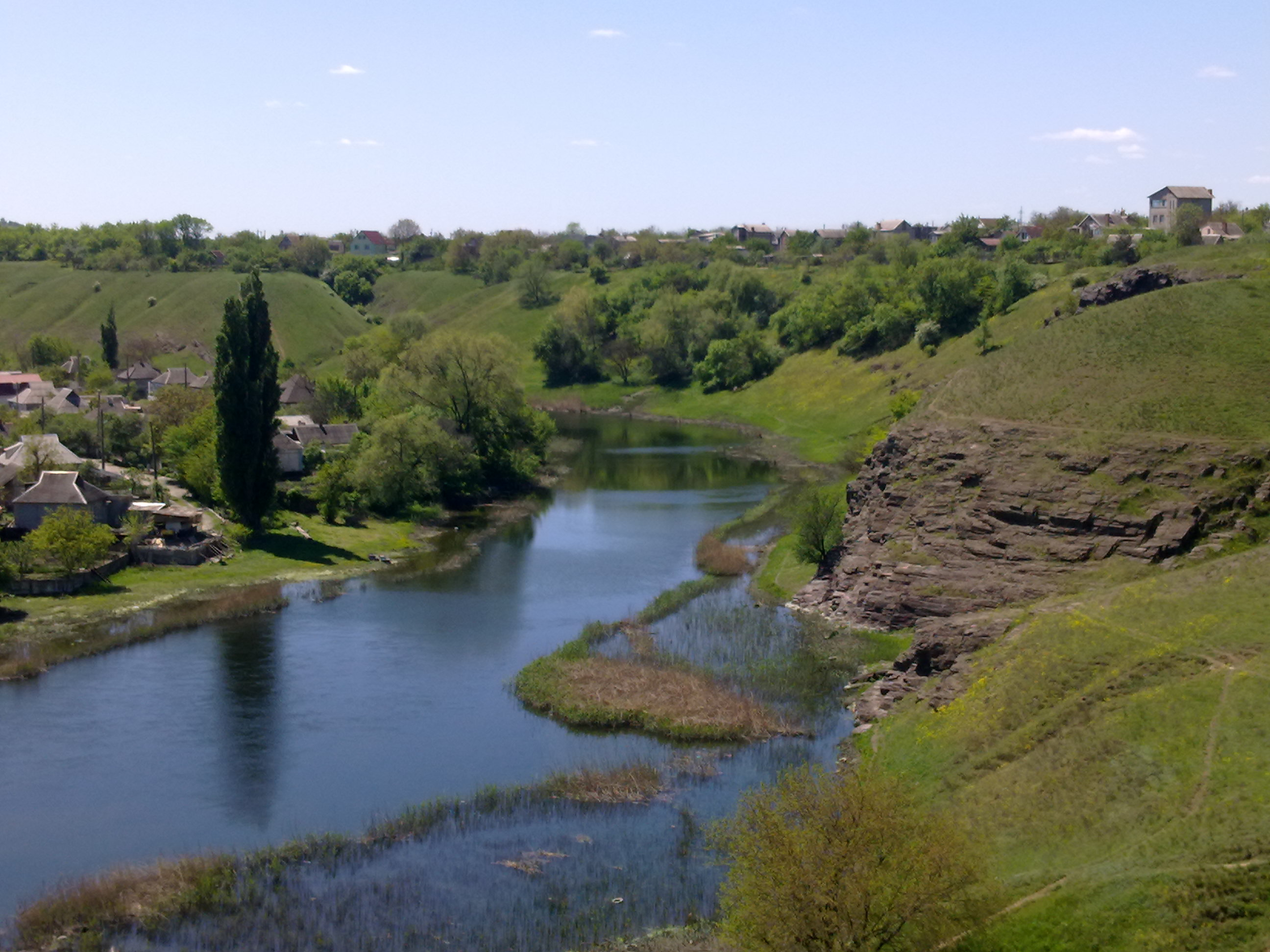
Die Inhulez bei den MODR-Felsen in Krywyj Rih
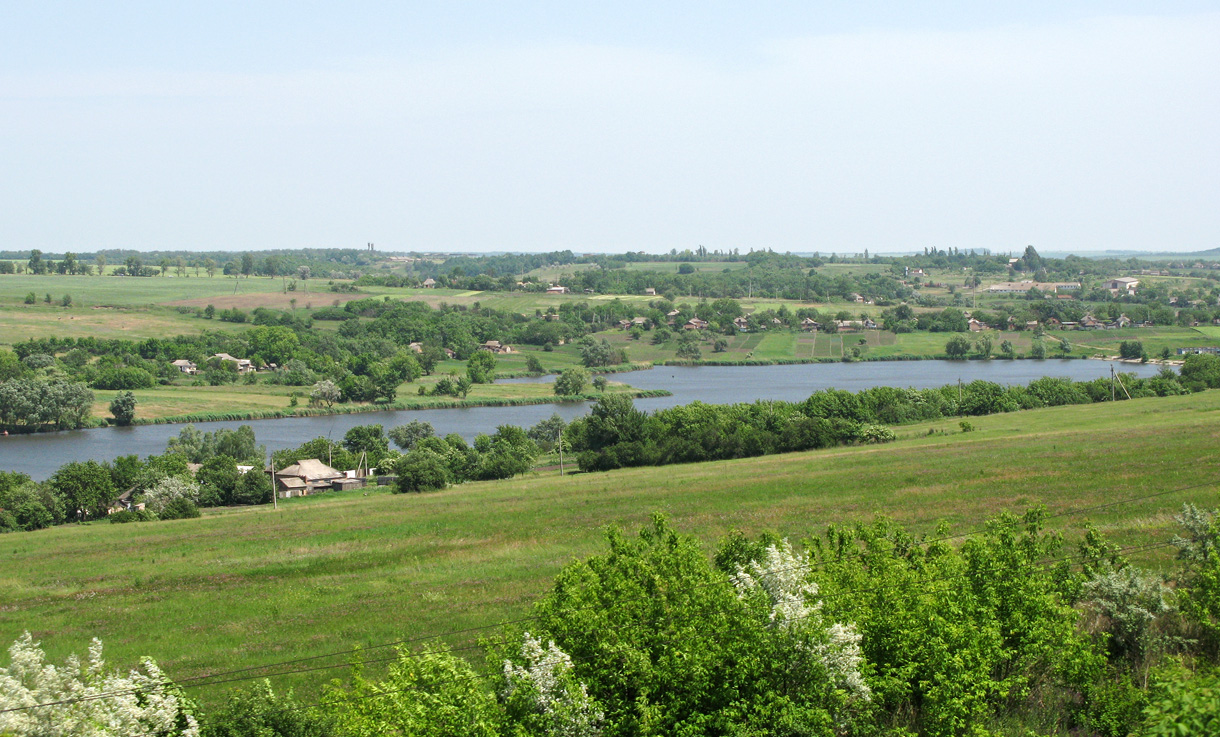
Die Inhulez im Norden von Krywyj Rih
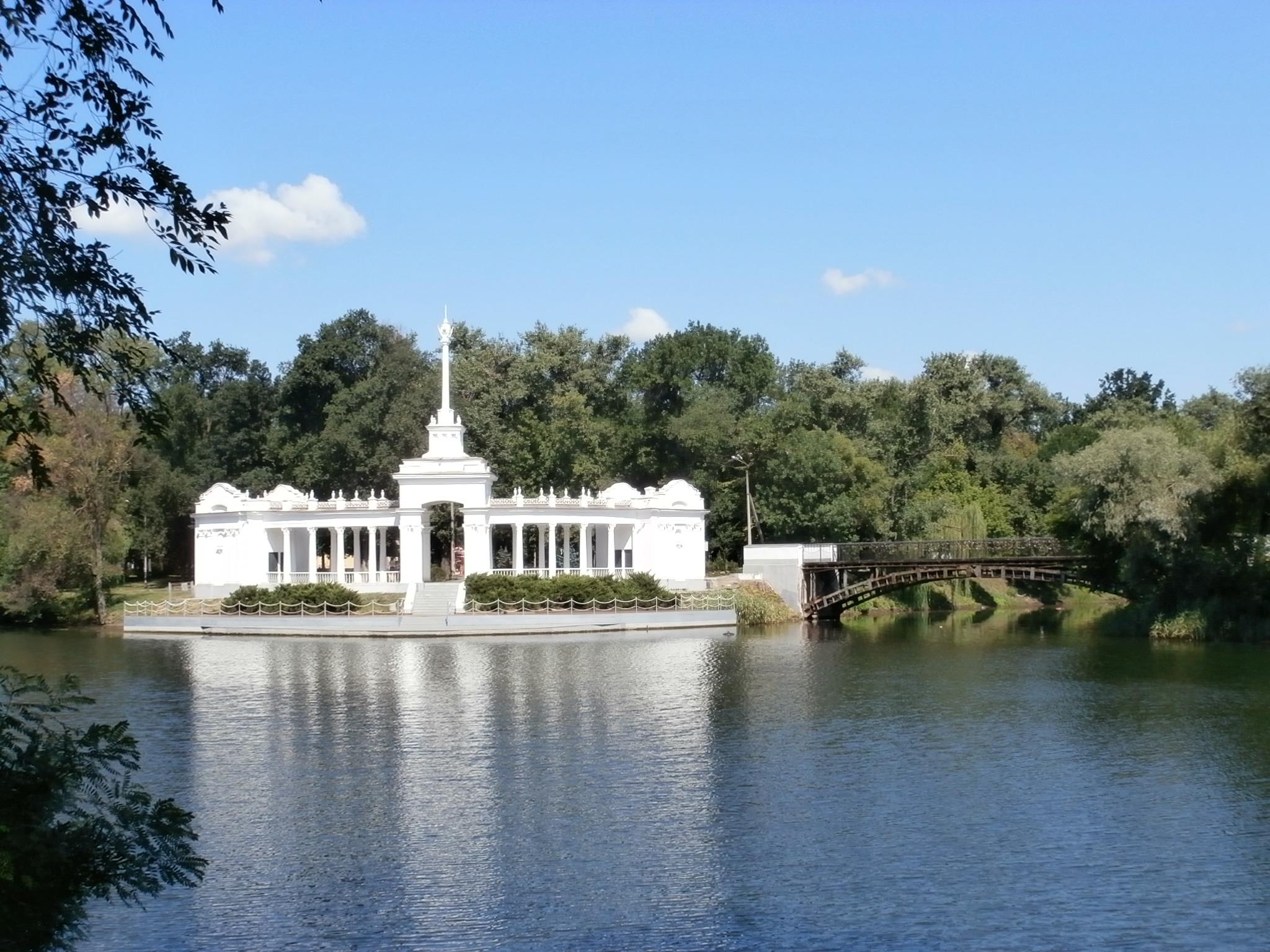
Mündung der Saksahan in die Inhulez in Krywyj Rih